# Estudios Río de la Plata
Estudios Río de la Plata cuyo nombre completo era Compañía Argentina de Films Río de la Plata fue una productora cinematográfica cuyos fundadores provenían de la radiofonía, del tango y del cine que tuvo actividad en Argentina entre 1934 y 1937.

## Sus inicios
Eduardo Morera fue actor de reparto en la compañía Muiño-Alippi, trabajó como extra en 1924 en el filme Mientras Buenos Aires duerme dirigido por José Agustín Ferreyra y, dirigido por Edmo Cominetti, actuó en los filmes Bajo la mirada de Dios en 1926 y La borrachera del tango en 1928. Morera interesó a Natalio Botana, el propietario del diario Crítica en la actividad cinematográfica; resultaba que ese periódico tenía una emisora radial propia que transmitía desde el último piso de sus oficinas céntricas y Morera organizó que con el aporte de sus periodistas y de las capacidades técnicas de la productora Cinematográfica Valle comenzara a salir a partir del 17 de marzo de 1932 el noticiero de diez minutos de duración Crítica Sonara, que incluía un número musical. También filmó entre 1930 y 1931 por un sistema de sonido grabado en cinta, similar al Movietone, cortos musicales con orquestas y cantantes de prestigio –Francisco Canaro, Ada Falcón, Azucena Maizani, entre otros- que eran comprados por los exhibidores como complemento para sus funciones. En 1931 filmó los famosos cortos de Gardel y, decidido a encarar largometrajes expuso en 1934 su proyecto a Jaime Yankilevich, el búlgaro propietario de Radio Belgrano, quien trajo al compositor, director de orquesta y empresario teatral uruguayo Francisco Canaro y a Juan Cossio, que según Morera era la mano derecha y socio de Yankelevich.

## Sus películas
Los tres socios alquilaron un local de la calle Uruguay 158 que les servía de oficina, depósito de películas y estudio de filmación; para aislar acústicamente este último, Morera ahorró suplantando la lana de vidrio por trapo de piso en rollo con el que -convenientemente mojado- acolchonó las paredes y Yankelevich convenció a los artistas de Radio Belgrano para que trabajaran gratis en la primera película -Ídolos de la radio con el incentivo de que eso generaría una gran publicidad que beneficiaría sus carreras artísticas y fue así que actuaron en el filme Ada Falcon, Olinda Bozán, Ignacio Corsini, Tito Lusiardo, Antonio Podestá, Dora Davis,  Don Dean, Mario Fortuna, Eduardo de Labar, Tita Merello, Olga Mom, Blanca del Prado, Olga Casares Pearson, Ángel Walk, Federico Mansilla y Ernesto Famá. Tanto el nombre de la película como la popularidad de los intérpretes constituían una buena base publicitaria y tanto Radio Belgrano como las revistas del espectáculo iban informando sobre las alternativas del rodaje. Antes de finalizar las filmaciones Radio Belgrano hizo una transmisión especial desde los estudios de la productora con algunos de los intérpretes. Al día siguiente del estreno, la crónica del diario La Prensa decía que el filme dejaba:

"una impresión general satisfactoria, tanto por lo discreto del asunto en que se afirma, la presencia de intérpretes capaces, con capacidad de mejorar cuando la experiencia lo permita y, lo menos frecuente, una dirección capacitada aunque no lo suficientemente ejecutiva".

La siguiente producción fue Por buen camino (1935), con exteriores filmados en el Delta del Tigre utilizando la primera proyección trasera reconocida del cine argentino, gracias a la cual aparece José Gola remando con un fondo de agua y embarcaciones sin necesidad de abandonar los estudios de filmación. Con el pretexto de una historia romántica, la película resaltaba los beneficios de la práctica deportiva aprovechando la expectativa creada por los Juegos Olímpicos que se celebrarían en Berlín al año siguiente.
Morera no descuidaba la estética de las funciones de estreno; en la de Ídolos de la radio un reflector iluminó a cada una de las estrellas actuantes -ubicadas en una estudiada distribución en los palcos del cine Monumental- a medida que el locutor Pablo Osvaldo Valle los anunciaba y en la de Por buen camino, realizada en el cine Broadway, llevó a la sala a conocidas figuras del deporte que habían participado en la filmación así como a delegaciones de entidades deportivas con sus distintivos y banderas. Estos aciertos de taquilla alentaron a los socios a adquirir en Estados Unidos nuevos equipos de sonido y fotografía, incluyendo cañones de sonido y un camión grúa con micrófonos, y a contratar como camarógrafo al fotógrafo norteamericano Bob Roberts que más adelante brilló como director de fotografía en la multipremiada película La guerra gaucha.
Canaro compró los derechos de la obra teatral Ya tiene comisario el pueblo de Claudio Martínez Paiva que se estaba representando con gran éxito con un elenco encabezado por Paquito Busto e impulsó a la productora para que la filmara bajo la dirección de Eduardo Morera. El autor Martínez Paiva no quiso hacer la adaptación para la pantalla por lo que le fue encargada a Morera, quien aceptó a regañadientes y comenzó la filmación. Ya avanzado el rodaje, Martínez Paiva usó una excusa para pedir a Morera que suspendiera la filmación que estaba realizando en Chascomús, pero este se negó. Martínez Paiva estaba, en realidad, buscando presionar a la productora para que le pagara los derechos de autor que le debía, y a continuación inició una operación de prensa difundiendo la noticia de la filmación pero omitiendo la mención de Morera. Cuando Morera se enteró, se peleó con Canaro y abandonó la filmación -según Morera faltaban solo dos escenas- que fue terminada por Martínez Paiva y fue así que en los créditos del filme aparecen los dos directores. La película tuvo un enorme éxito a pesar de los malos comentarios de los críticos.

## Declinación y cierre
Al desvincularse Morera, el Estudio contrató a Manuel Romero, quien dirigió en 1936 La muchacha del circo, que era una adaptación de su obra Gran Circo Rivolta. Las críticas adversas que tuvo la película provocaron disensiones entre los socios y a mediados de 1937  Yankelevich y Cossio se retiraron dejando a Canaro como único propietario. Asociado con Federal Film, produjo Cantando llegó el amor, también llamada Cantando nació el amor, una adaptación del entremés El celoso extremeño de Miguel de Cervantes Saavedra que dirigió James Bauer pero el tema y los lujosos ambientes en que se desarrollaba no provocaron la identificación del público y fue un fracaso. Después de los fracasos de Turbión con libro y dirección de Antonio Momplet y Dos amigos y un amor con Pepe Iglesias, dirigida por Lucas Demare, ambas de 1938, Canaro dejó la producción cinematográfica y la empresa Porteña Film se hizo cargo de los estudios y filmó allí sus películas.